# Лесковица (район Чернигова)
Леско́вица (укр. Лісковиця) — исторически сложившаяся местность (район) Чернигова. Наряду с Валом, является одной из древнейших частей города. Расположена на территории Новозаводского административного района частично на территории Национального архитектурно-исторического заповедника «Чернигов древний» в трёх километрах от Вала и двух километрах от Елецкого Успенского монастыря.

## История
Считается, что название «Лесковица» происходит от слова «лещина», которая здесь в прошлом росла. По преданиям, Лесковица принадлежала Николаю (Святославу Давыдовичу) — сыну черниговского князя Давыда Святославича, которую он передал в 1105 году после принятия монашеского пострига Киево-Печерской лавре. Лесковица начала застраиваться в 18 веке, где были проложены 4 улицы, а в начале 20 века была проложена еще одна улица. Были частично застроены частными домами, были без твёрдого покрытия. К 1908 году, согласно «Плану города Чернигова», были проложены Старостриженская, Тихая, Подмонастырская (Толстого), Ильинская, Лесковицкая, Луговая (Варзара) и Успенская улицы.
Сейчас Лесковица — зона охранного ландшафт города, а также исторический, застроенный старыми и современными индивидуальными домами района, где проложено свыше 10 улиц и переулков. Здесь расположены отделение связи, школа, станция юных натуралистов, детская библиотека, музей Лесковицы. Ранее (до октября 1917 года) западнее Лесковицы выделяли слободку Метливку, что у подножья Болдиных гор, а также урочище Пастовник, Городок, Малеев Ров (улица Кропивницкого). Ныне эти территории относятся к Лесковице. На Лесковице обнаружены многочисленные археологические памятники Киевской Руси, 17-18 веков. Лесковица расположена в границах «комплексной охранной зоне памятников исторического центра города, «охранное зоне с ограничением высоты застройки», «зоне исторического культурного слоя» (частично). Большинство улиц сохранили (Тихая,  Лесковицкая) или были им были возращены (Ильинская, Успенская) исторические названия.

## География
Лесковица расположена в юго-западной части города Чернигова, вытянутая от Третьяка на северо-востоке вдоль (огибая южнее) Елецкой горы и Болдиных гор. Лесковица и Кавказ археологами объединяются в исторический «Подол» (Нижний город), занимающий повышения в пойме реки Десны. С северо-запада местность ограничена улицей Льва Толстого и Болдиными горами, с востока — проспектом Мира, с юго-запада — железнодорожной веткой Чернигов — Нежин. Юго-восточнее расположены парк-памятник садово-паркового искусства Урочище Святое (Пролетарский гай) и Млиновище (земснаряд) — одно из мест отдыха черниговчан. Кроме того расположены озёра Дубы, Деменка, Забока и другие.
Застройка представлена преимущественно усадебными (частными) домами. Отсутствует сеть централизованной канализации в усадебной застройке. Западнее Болдиной горы в 50-х годах возведён посёлок ТЭЦ — хрущёвки посёлка для работников Черниговской теплоэлектроцентрали.
|                                |                                                              |                                                              |                          |
| Ильинская церковь и колокольня | дом № 38 Ильинской улицы Дом, где жил Лаврентий Черниговский | дом № 30 Ильинской улицы                                     | Музей Истории Лесковицы  |
|                                |                                                              |                                                              |                          |
| Мемориал Славы                 | Лесковицкая улица                                            | дом № 34 Успенской улицы Дом, где жил Андрей Ефимович Петусь | дом № 29 Успенской улицы |

### Улицы
Бланка, Варзара, Высокая, Гаевая (с переулком), Ильинская, Кропивницкого, Лесковицкая, Толстого (с переулком), Лысенко, Нахимова (с переулком), Старопосадская, Старостиженская (часть), Тихая (часть) (с переулком), Феодосия Углицкого, Ушакова (с переулком), Ивана Мазепы (до 2016 года Щорса, фрагмент).

### Архитектура
На Болдиной горе, но не на Лесковице, находится комплекс археологических, архитектурных и исторических памятников и достопримечательностей: комплекс Свято-Троицкого кафедрального собора, могилы Л. И. Глебова, М. М. Коцюбинского, А.В.Марковича, Мемориал Славы, Некрополь древнего города Чернигова (в том числе курганы Гульбище и Безымянный).
На южном склоне Болдиной горы в устье Ильинского оврага — Ильинская улица, 33 — расположен комплекс сооружений Ильинской церкви, который включает саму церковь и её колокольню, пещеры и подземные сооружения (Антониевы пещеры).
На Лесковице есть ряд значимых и рядовых здания, что не является памятниками архитектуры или истории — усадебные дома конца 19 — начала 20 веков, которые расположены на Варзара, Ильинской, Лесковицкой, Нахимова, Толстого, Успенской, Ушакова, Феодосия Углицкого улицах. В историческом здании — доме № 17 улицы Толстого расположен «музей истории Лесковицы». В доме № 10 Гаевого переулка в период 1896-1912 годы и в 1917 году провела детские и юношеские годы Людмила Наумовна Мокиевская-Зубок — активная участница Гражданской войны в 1918—1919 годах; дом построен в конце 19 века на северном берегу озера Млиновище. В доме № 38 Ильинской улицы жил архимандрит Лаврентий Черниговский (установлена мемориальная доска). В доме № 34 Успенской улицы — памятник истории — в 1880-е годы жил художник Андрей Ефимович Петусь. В доме № 52 Успенской улицы — памятник истории — жил и творил прозаик и поэт Николай Андреевич Вербицкий. В доме № 28 улицы Нахимова в период 1954-1991 годы жил Герой Советского Союза Степан Григорьевич Воротник.

## Социальная сфера
В исторической местности Лесковице расположены школа № 4 и музей истории Лесковицы (улица Толстого дом № 17, в разных зданиях), детский сад № 61 (Успенская улица № 15), библиотека (филиал № 1 центральной городской библиотеки имени А. П. Довженко для детей) (улица Варзара дом № 14). Ранее было отделение связи (Лесковицкая улица дом № 18 А).

## Транспорт
Улица Толстого — главная транспортная артерия Лесковицы, по которой проходят маршруты троллейбуса № 8, автобусов/маршрутных такси № 7 (также идёт по Лесковицкой), 30.